# Ahmad Diyāʾ Masʿud
Ahmad Zia Massoud (Aḥmad Ḍiyāʾ Masʿūd (dari احمد ضیاء مسعود; Mukur nella provincia di Ghazni, 1º maggio 1956) è un politico afghano.
È stato vicepresidente della Repubblica islamica dell'Afghanistan, nell'amministrazione guidata dal Presidente Hamid Karzai, fino al 2009.
È il fratello minore del comandante Aḥmad Shāh Masʿūd, il Leone del Panjshir, l'antico leader dell'Alleanza del Nord, assassinato da al-Qa'ida il 9 settembre 2001.